# Крістіансунн
Крістіансунн (норв. Kristiansund) — комуна у фюльке Мере-ог-Ромсдал в Норвегії. Адміністративний центр комуни — місто Крістіансунн. Офіційна мова — букмол, а населення на 2008 рік становить 22 661 осіб. Площа Крістіансунну — 461,03 км².
Площа 87-квадратних-кілометрів (34 миля2) є 333-м за площею з 356 комун Норвегії. Крістіансунн — 51-й за кількістю населення муніципалітет Норвегії з населенням 24 179. Щільність населення муніципалітету становить 280,6 особи на квадратний кілометр (727/миля2), а його населення збільшилось на 4 % за попередній 10-річний період.

## Загальна інформація
Парафія Крістіансунн була заснована як муніципалітет 1 січня 1838 року. Спочатку до невеликого острівного муніципалітету входило лише місто Крістіансунн та його безпосередня околиця. Протягом 60-х років 20 століття в Норвегії відбулося багато злиттів муніципалітетів завдяки роботі Комітету Шей. 1 січня 1964 року муніципалітет Крістіансунн був об'єднаний з крихітним муніципалітетом Грип (населення: 104) на північний захід та районом Дейл муніципалітету Бремснес на острові Нордландет (населення: 963). Сусідній муніципалітет Фрай було об'єднано з Крістіансунном 1 січня 2008 року, створивши набагато більший муніципалітет Крістіансунн.

## Культура
З 2006 року в місті проводиться міжнародний фестиваль фотографії Nordic Light.